# Cuc tubular gegant
El cuc tubular gegant (Riftia pachyptila) és una espècie d'anèl·lid poliquet de l'ordre dels sabèl·lides, per bé que durant anys va ser ubicat en un fílum propi, el dels pogonòfors.
Riftia pachyptila viu des del voltant d'una milla marina de fondària fins diverses milles marines al fons de l'oceà Pacífic prop de les fumaroles negres i tolera nivells extremadament alts de sulfur d'hidrogen. Aquests cucs poden arribar a fer 2,4 metres de llargada.
Tanmateix el nom comú de «cuc tubular gegant» també s'aplica al mol·lusc bivalve Kuphus polythalamia, que no és un anèl·lid.

## Estructura del cos

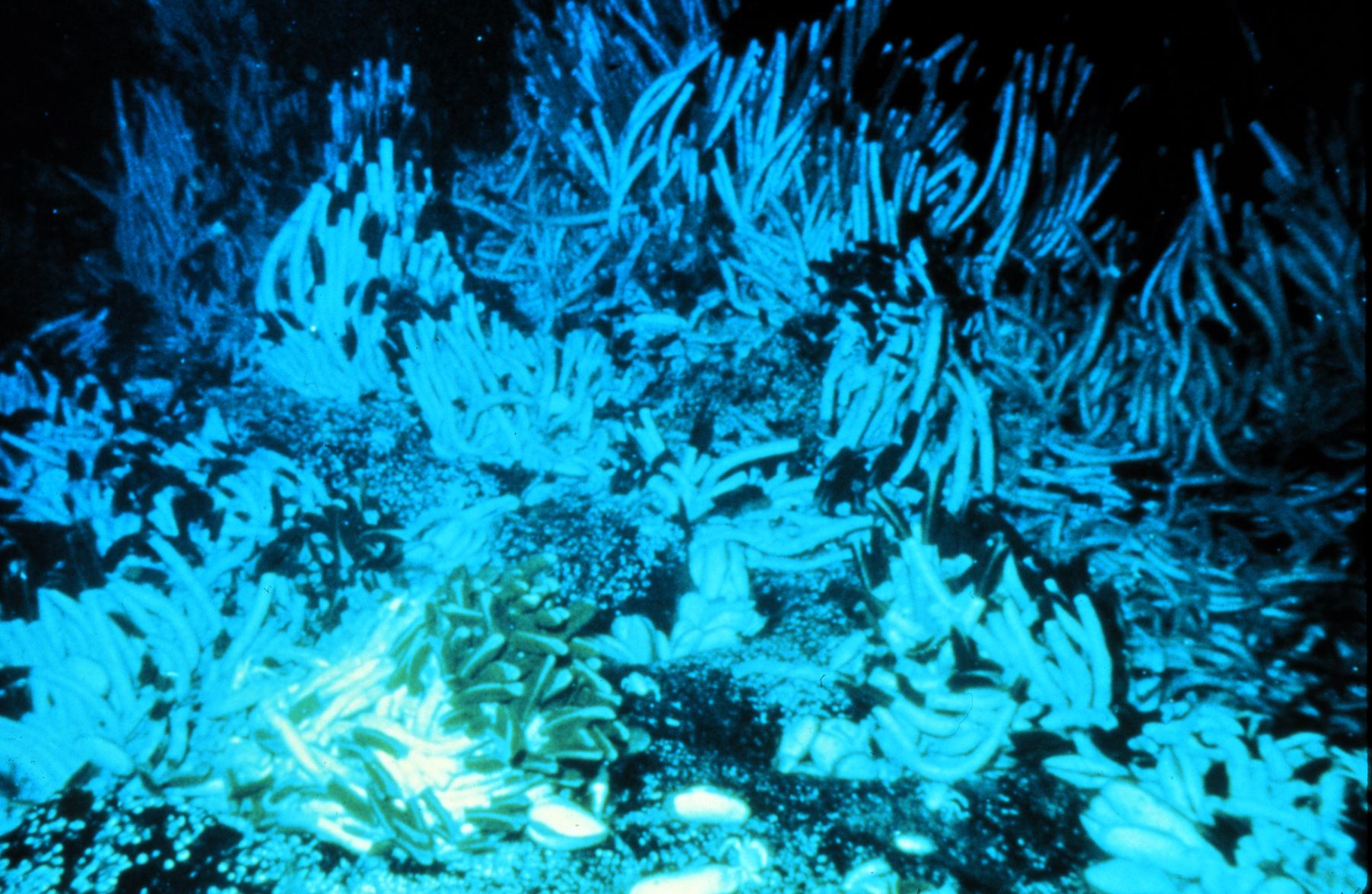
Els cucs de les fumaroles hidrotermals tenen bacteris que viuen al seu trofosoma.

Tenen un plomall vermell molt vascularitzat a la punta del seu extrem lliure que bescanvia compostos químics amb l'ambient. El color vermell brillant de les estructures del plomall és el resultat de diversos complexos d'hemoglobina. El plomall és retràctil i proporciona nutrients essencials a bacteris que viuen en els òrgans especialitzats del cuc (com el trofosoma) en una relació de simbiosi. No tenen tracte digestiu però els seus bacteris converteixen l'oxigen, el sulfur d'hidrogen i el diòxid de carboni, etc. en molècules orgàniques. Aquest procés és de quimiosíntesi, i va ser reconegut primer per Colleen Cavanaugh. Els bacteris quimiosintètics són capaços de convertir nitrat en ions amoni aptes per a construir aminoàcids en els bacteris que s'alliberen cap als cucs.

## Energia i font de nutrients
Com l'energia de la llum no està disponible com a font d'energia, aquests cucs disposen dels bacteris per oxidar el sulfur d'hidrogen, usant l'oxigen dissolt dins l'aigua per a la respiració.

## Reproducció
Les femelles de Riftia pachyptila alliberen ous rics en lípids dins l'aigua que floten cap amunt. Els mascles aleshores deixen anar esperma. Les larves que es desclouen s'enganxen a les roques.